# 瑪麗·貝爾 (飛行員)
瑪麗·泰斯頓·路易斯·貝爾（英語：Mary Teston Luis Bell，1903年12月3日—1979年2月6日）生於塔斯馬尼亞州朗塞斯顿，是澳洲飛行員，同時也是女子航空訓練團的創始領導人。貝爾自十多歲起便對航空產生興趣，與約翰·貝爾成婚並定居英國後，她學會了飛行，之後又考獲私人飛行執照。後來，貝爾一家搬回澳洲，丈夫受聘於澳洲航空公司，而她則成為國家女子緊急軍團空軍聯隊40多名成員的領袖。然而，成員認為現時組織無法實現她們的目標，因此組建了全新的志願準軍事組織女子航空訓練團，並由貝爾出任指揮官。
在澳洲向德國宣戰前，貝爾曾經致函空軍，主張在澳洲皇家空軍內建立類似於英國皇家空軍輔助女子空軍的分支。1941年，她協助空軍建立了澳洲輔助女子空軍，但首任主管的職位卻落在伯萊公司經理克萊爾·史蒂文森手上。得知此事後，貝爾決定辭職，但她後來又應空軍人事署署長的要求重新加入。輔助女子空軍是澳洲首支女性制服武裝部隊，截至1944年10月成員人數便超過1.8萬，佔皇家空軍現役人數一成二。二戰結束，貝爾夫婦先後退役並投身農業。1979年2月6日，貝爾在塔斯曼尼亞州阿爾弗斯頓辭世，享壽75歲。

## 早年生活和女子航空訓練團
瑪麗·泰斯頓·路易斯·貝爾於1903年12月3日出生在塔斯馬尼亞州朗塞斯顿。她的父母分別是羅蘭·沃克·路易斯·費爾南德斯（Rowland Walker Luis Fernandes）和艾瑪·達格瑪（Emma Dagmar），馬奧尼（Mahony）則是母親的娘家姓。父親出生在英國，任職文員，母親則於澳洲出生，而瑪麗的曾曾祖父是船匠喬納森·格里菲斯（Jonathan Griffiths）。在14歲進入律師事務所工作之前，她曾就讀位於朗塞斯頓的英格蘭教會女子文法學校及德文港的聖瑪格麗特學校。1923年3月19日，她與澳洲皇家空軍軍官約翰·貝爾（John Bell）結婚，後者是位曾經參與第一次世界大戰加里波利之战以及服役於澳洲飛行隊的老兵。婚禮在維多利亞州布萊頓聖安德烈教堂舉行。兩人的女兒於1926年出生。
從1925年至1928年初，貝爾一家住在英格蘭，約翰則於安德沃的英國皇家空軍參謀學院深造，並擔任英國皇家空軍的聯絡官。貝爾自十多歲起便對航空產生興趣，她在英國定居時學會了飛行，又在1927年4月考獲A級私人飛行執照。1928年3月20日，她返回澳洲，成為維多利亞州首位獲得飛行執照的女性，也是澳洲第六位獲得此執照的女性。次年，她成為首位獲得地面工程師資格的澳洲女性。
1939年，貝爾一家搬往布里斯班。約翰於1929年離開澳洲皇家空軍，並受聘為澳洲航空公司的昆士蘭分部經理。貝爾則成為國家女子緊急軍團空軍聯隊40多名成員的領袖，該部隊在戰時自願協助維修飛機。7月17日，聯隊成員認為現時組織無法實現她們的目標，因此組建了全新的志願準軍事組織，即女子航空訓練團（Women's Air Training Corps），同時推舉貝爾為指揮官。很快，她便把團體發展為全國性組織，並重新制定組織結構，每位指揮官會領導個別州份的分會，而她則自封澳洲指揮官。女子航空訓練團成員穿著原野灰色的外套和裙子，佩帶海軍藍色的領帶和蘇格蘭無簷帽，均接受了司機、文員、電報員培訓。到了1940年10月，女子航空訓練團的活躍成員已增至兩千人。
貝爾曾經通過丈夫和航空圈子認識了空軍少將理查德·威廉斯，於是她寫信給威廉斯，主張在澳洲皇家空軍內建立女性分支，類似於英國皇家空軍的輔助女子空軍。此外，她還呼籲關注已經在運輸、護理、文書工作方面支援空軍的女性志願者。女子航空訓練團是數個婦女志願組織之一，成員熱衷於支援軍隊，同時認為她們為輔助服務提供了現成的熟練人員，為政府節省培訓非技術工人的時間和金錢。

## 二戰和澳洲輔助女子空軍

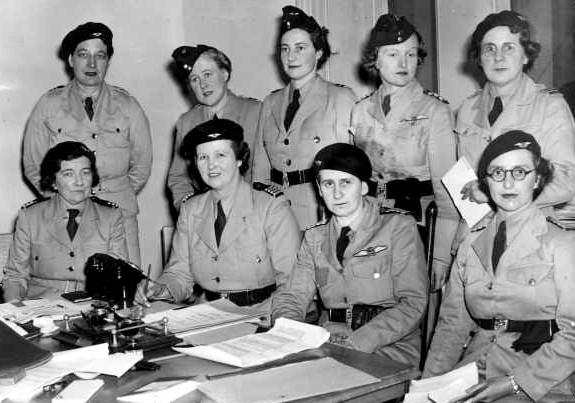
攝於1941年女子航空訓練團的一次會議，前排右二的是貝爾，而她右邊的是貝蒂夫伯爵夫人，即新任女子航空訓練團澳洲指揮官

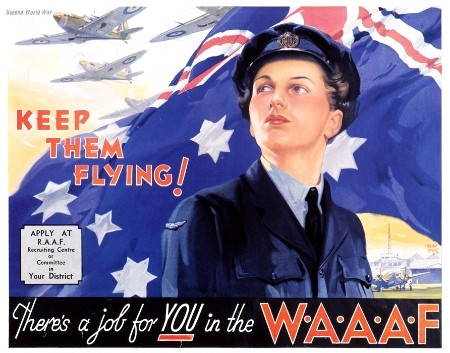
澳洲輔助女子空軍的招募海報

1939年9月3日，澳洲向德國宣戰。澳洲皇家空軍航空委員會於同年11月開會討論貝爾的來信，但推遲採取相應行動。貝爾繼續遊說，如同其他數個婦女團體一樣，希望在戰爭時期為國家出一分力，同時尋求釋放男軍人到海外駐守。
戰爭打響後，貝爾的丈夫約翰重新加入空軍，並在位於墨爾本的澳洲皇家空軍總部組織處擔任中校。1940年7月，新任空軍參謀長、空軍上將查爾斯·伯內特爵士邀請貝爾在她丈夫的監督下，提出有關女性輔助人員的建議。她建議軍隊應根據《空軍法》組建新軍種，准許女性在戰爭期間以類似澳洲皇家空軍成員的條件入伍，而非在短期合同的基礎上參軍。這個想法在當時來說頗為激進，直到1943年才開始落實。她還建議成立一支志願後備軍或公民部隊，以增加女性參軍的人數，實際上即是現有的女子航空訓練團。然而，不少軍官質疑此舉會過於加強貝爾的個人指揮。
一些高級空軍軍官，包括不久前晉升中校的威廉斯以及個人服務部主任喬·休伊特上校，均反對女性服役。伯內特是英國皇家空軍成員，他欣賞輔助女子空軍在不列顛戰役中證明了其價值，並支持建立澳洲輔助女子空軍。
1941年2月24日，貝爾獲任命為澳洲空軍人事部參謀（行政），官階為見習中尉（代理上尉），為新組織奠定基礎。前任南澳州司令官貝蒂夫伯爵夫人則接替她擔任女子航空訓練團澳洲指揮官。澳洲輔助女子空軍於3月25日正式成立，是澳洲首支女性制服武裝部隊，早於陸軍和海軍的類似組織。貝爾在組織成立後的頭三個月擔任領導人，並在6月前招募了大約兩百位女性。而在她任命的首批六位軍官中，便有五位是女子航空訓練團的前成員。
1941年5月21日，女性內衣品牌伯萊經理克萊爾·史蒂文森獲委任為澳洲輔助女子空軍主管，貝爾則擔任副主管，任命於6月9日生效。空軍人事署署長、少將亨利·里格利認為史蒂文森的管理背景、學歷以及對婦女組織的了解足以勝任，另一個原因則是她並非出身上流社會的社交名媛。雖然貝爾的航空經驗豐富，且熟悉澳洲皇家空軍，但里格利認為她「與女子航空訓練團的關係糾纏不清」，又在此事上「搖旗吶喊，並為自己招來不少關注」。在早期招募時，貝爾未有招收伯內特的女兒（她也是女子航空訓練團創始成員）入隊，此事可能成為與伯內特產生隔閡的導火線。
在得知史蒂文森將擔任主管後，貝爾選擇辭職，而不是繼續留任擔任外行人的下屬。後來，她應里格利的要求重新加入，但條件是她不會晉升至高於上尉的軍階。當貝爾被軍方「用完即棄」後，她最初任命的兩名軍官也選擇辭職，之後兩人更描述她是位「仔細而高效的籌辦者」，甚至是主管一職的「不二人選」。1942年10月5日，貝爾重回澳洲輔助女子空軍，並在空軍總部數個部門任職，但主要以醫療服務部門為主。
初時女性參軍只是簽訂12個月可續簽合同，雖然貝爾曾在1940年7月提議女性應以長期僱員的身份應募入伍，但到了1943年3月24日《空軍（女性服務）规例》頒布相關建議才得以落實。當日，貝爾被任命為中尉，她的臨時上尉軍銜則於1942年10月1日生效，並在《澳洲聯邦公報》上公佈。澳洲輔助女子空軍的薪酬只有男性同等人員的三分之二。雖然如此，但組織仍發展迅速，1944年10月成員人數便超過1.8萬，佔皇家空軍現役人數的12%。二戰結束時，共有2.7萬名女性於澳洲輔助女子空軍服役，一度填補了61種職務，地勤人員也有逾31%由女性擔任，而這些職位以前均由男性擔任。

## 戰後生活
1945年4月11日，貝爾要求自澳洲輔助女子空軍退役，當時她軍銜為上尉。她丈夫約翰則於10月5日離開澳洲皇家空軍，退役前他官拜准將。1946年9月30日，澳洲最大的戰時女性服務組織澳洲輔助女子空軍正式解散。1950年成立的澳洲皇家女子空軍繼承了該組織的職能，並且擁有獨立於澳洲皇家空軍的章程。1972年，空軍實現男女同工同酬。五年後，澳洲皇家女子空軍併入皇家空軍。
退役後，貝爾夫婦投身農業，先後在維多利亞州和塔斯曼尼亞州務農，並於1968年退休。1979年2月6日，在女兒的陪伴下，貝爾在塔斯曼尼亞州阿爾弗斯頓辭世，享壽75歲。貝爾下葬於斯普雷頓的默西谷紀念公園公墓，與1973年去世的丈夫一同合葬此地。